# Nafferton, Northumberland
Nafferton var en civil parish 1866–1955 när det uppgick i Horsley, i grevskapet Northumberland i England. Civil parish var belägen 25 km från Morpeth och hade 31 invånare år 1951.